# شون أبنر
شون أبنر (بالإنجليزية: Shawn Abner)‏ هو لاعب كرة قاعدة أمريكي، ولد في 16 نوفمبر 1966 في هاملتن في الولايات المتحدة.

## وصلات خارجية
- شون أبنر على موقعبيزبول رفرنس.كوم (الدوري الرئيسي) (الإنجليزية)
- شون أبنر على موقعبيزبول رفرنس.كوم (الدوري الثانوي) (الإنجليزية)
- شون أبنر على موقع مشجعي الرسوم البيانية (الإنجليزية)